# 의정궁주 조씨
의정궁주 조씨(義貞宮主 趙氏, ? ~ 1454년)는 조선 태종의 후궁(간택후궁)이다. 본관은 한양(漢陽)이다.

## 생애
의정궁주(義貞宮主)는 공민왕 때 판도판서를 지낸 조돈(趙暾)의 증손녀이고, 조선건국 개국공신 한산군 조인옥(趙仁沃)의 손녀로 지돈녕부사를 지낸 조뇌(趙賚)의 딸이다.
숙공궁주 김씨가 아버지의 뇌물사건으로 퇴출된 직후인 1422년(세종 4년) 2월 28일 소헌왕후가 가례색(간택)을 통해 조뇌(趙賚), 장수(張脩), 신기(愼幾)의 여식들을 궁에 들여 태상왕의 후궁으로 들이길 청하였는데, 태상왕이 "내가 늙었으니 하고싶지 않다." 하며 이를 거부한다. 하지만 재차 간택하길 청하여 조뇌(趙賚)의 딸을 들이기로 결정하지만, 이내 주저하며 맞아들이지 않았다.
나이가 많던 태종은 조뇌의 딸 조씨를 궁에 들이지 않은 채 1422년 5월에 승하하였다. 상중에 조뇌가 지신사(도승지)로 있던 김익정(金益精)을 통해 세종에게 고하기를, "여식이 비록 혼례식을 올리진 않았지만 택일하여 입궁하란 명이 내려져 있었으니 도리상 당연히 성복해야 합니다" 상고한다. 이에 예조관원에게 물어보니 공자의 말씀에 이와 비슷한 예가 있다 듣고 합당하다 하여 태종을 모시지도 않은 조씨를 궁에 들여 궁주의 태종의 빈소에 성복하고 궁주의 예를 들여 궁에 들인다. 세종은 조씨를 책봉할 때 정식 가례색을 통해 입궁하였지만 빈이 못되었고 빈보다 아래인 잉첩으로 취급하여 궁주 작위를 내린다.
후에 이를 두고 유생 곽장(郭璋)이 "총제의 딸 조씨는 태상을 모신지 얼마 안되어 태상이 승하하셨으나, 재가가 불가능하다." 란 말을 하였는데, 조뇌의 반인이 이를 반대하며 "역대(易代, 반역 또는 정권이 뒤집힘)하면 재가가 가능하다"라고 이야기한 일에 얽혀 국문을 당하였고, 고문을 견디지 못한 곽장이 의금부에서 자살하는 일도 벌어지기도 했다.
그후 의정궁주는 남편이 없는 혼인으로 인해 자녀도 없을 뿐더러 재가도 못하여 홀로 지내다 1454년(단종 2년) 2월 7일 숨을 거둔다.
의정궁주의 묘는 경기도 양주군 해동면(현재의 서울 도봉구 지역)에 안장되었는데 후에 강화도 교동에서 유배중에 죽었던 조선 10대 왕 연산군(1476 ~ 1506)의 묘가 이 곳에 이장되면서 한 자리에 안장되었다. 의정궁주의 묘는 연산군과 거창군신씨의 묘와 연산군의 딸 부부의 묘 사이에 있으며 유일하게 병풍석이 마련되어있다. 또한 이 근처에 세종의 차녀인 정의공주의 묘가 있다.

## 가족 관계
- 증조부 : 조돈(趙暾)
  - 조부 : 조인옥(趙仁沃)
    - 아버지 : 조뇌(趙賚)
    - 숙부 : 조재(趙䝴)
    - 숙부 : 조관(趙貫)
    - 숙부 : 조갱(趙賡)
      - 남매 : 조효생(趙孝生)
      - 남매 : 조순생(趙順生)
      - 남매 : 조관생(趙觀生)
      - 남매 : 조덕생(趙德生)
- 남편 : 태종(太宗, 1367~1422 재위:1400~1418)